# Gal (enota)
Gal (včasih tudi kot galileo, oznaka Gal, včasih tudi gal) je enota za težni pospešek, v sistemu enot CGS. 
V letu 1978 je Mednarodni urad za uteži in mere (Bureau international des Poids et Mesures ali BIPM) sprejel odločitev, da se začasno lahko uporablja enota Gal kot enota za pospešek  . 
Imenuje se po italijanskem fiziku, matematiku, astronomu in filozofu Galileu Galileu (1564 – 1642).
Enota se uporablja največ v gravimetriji (veda o jakosti težnega pospeška) in geodeziji

## Definicija
Gal je določen kot pospešek 1 cm na kvadratno s (cm/s2), kar je 0,01 m/s2.

## Vrednosti težnega pospeška
Težni pospešek je odvisen od zemljepisne širine.
Ima naslednje vrednosti:
- na ekvatorju 978,03 Gal
- na severnem tečaju 983,22 Gal (Zemlja ni popolna krogla, ampak je geoid)
- na južnem tečaju 982,5 Gal (Zemlja ni popolna krogla, ampak je geoid)
- na 45° zemljepisne širine 980,6 Gal

Tudi z oddaljenostjo od središča Zemlje v navpični smeri se težni pospešek zmanjšuje za 0,305 Gal na vsak kilometer (to je 0,31 μGal na meter - težni gradient).
Včasih uporabljajo oznako gal (z majhno začetnico) za imperialno prostorninsko enoto z imenom galona. Enot ne smemo zamenjevati.